# Feldspinnen
Die Feldspinnen (Liocranidae) sind eine Spinnenfamilie aus der Unterordnung der Echten Webspinnen (Araneomorphae) und umfassen 31 Gattungen mit 271 Arten. (Stand: Oktober 2016)
In Mitteleuropa kommen 15 Arten in sieben Gattungen vor. Die Feldspinnen wurden früher zu den Sackspinnen (Clubionidae) gestellt, sind aber als eigene Familie abgespalten worden.

## Merkmale
Feldspinnen haben einen wolfsspinnenähnlichen Körperbau. Die Grundfarbe der meisten Arten ist hellbraun bis dunkelbraun. Der Vorderkörper (Prosoma) ist meist wenig behaart und schwach gezeichnet. Der Hinterkörper (Opisthosoma) zeigt meist mehr oder wenig stark ausgeprägte Querflecken und einen dünnen Spießfleck. Die Beine sind meist einheitlich braun, manchmal mit einer schwachen Ringelung.

## Lebensweise
Feldspinnen sind größtenteils nachtaktiv. Am Tag verstecken sie sich meist unter Steinen und sind so relativ schwer zu entdecken. Die meisten Nachweise erfolgen daher mit Hilfe von Bodenfallen oder indirekt über Kokonfunde.
Alle Feldspinnen sind Bodenbewohner. Sie jagen ihre Beute am Boden und bauen keine Netze. Die Spinndrüsen werden hauptsächlich zum Bau ihrer Kokons verwendet.
Einige Arten der Gattung der Feenlämpchenspinnen (Agroeca) bauen einen recht auffälligen Kokon. Dieser hat im Fall der Großen Feenlämpchenspinne (Agroeca brunnea) die Form eines umgedrehten Weinglases. Der Kokon wird an einem Grashalm befestigt und danach meist mit Erde getarnt.

## Systematik
Der World Spider Catalog listet für die Feldspinnen aktuell 31 Gattungen und 271 Arten. (Stand: Oktober 2016)
- Agraecina Simon, 1932
- Agroeca Westring, 1861
- Andromma Simon, 1893
- Apostenus Westring, 1851
- Arabelia Bosselaers, 2009
  - Arabelia pheidoleicomes Bosselaers, 2009
- Argistes Simon, 1897
- Coryssiphus Simon, 1903
- Cteniogaster Bosselaers & Jocqué, 2013
- Cybaeodes Simon, 1878
- Donuea Strand, 1932
- Hesperocranum Ubick & Platnick, 1991
  - Hesperocranum rothi Ubick & Platnick, 1991
- Jacaena Thorell, 1897
- Koppe Deeleman-Reinhold, 2001
- Laudetia Gertsch, 1941
- Liocranoeca Wunderlich, 1999
- Liocranum L. Koch, 1866
- Liparochrysis Simon, 1909
  - Liparochrysis resplendens Simon, 1909
- Mesiotelus Simon, 1897
- Mesobria Simon, 1897
  - Mesobria guttata Simon, 1897
- Neoanagraphis Gertsch & Mulaik, 1936
- Oedignatha Thorell, 1881
- Paratus Simon, 1898
- Rhaeboctesis Simon, 1897
- Sagana Thorell, 1875
  - Sagana rutilans Thorell, 1875
- Scotina Menge, 1873
- Sesieutes Simon, 1897
- Sphingius Thorell, 1890
- Sudharmia Deeleman-Reinhold, 2001
- Teutamus Thorell, 1890
- Toxoniella Warui & Jocqué, 2002
- Vankeeria Bosselaers, 2012
  - Vankeeria catoptronifera Bosselaers, 2012

### Arten in Mitteleuropa (Auswahl)
- Große Feenlämpchenspinne (Agroeca brunnea (Blackwall, 1833))
- Agroeca proxima (O. P.-Cambridge, 1871)
- Bunter Felsenstreuner (Liocranum rupicola) (Walckenaer, 1830)
- Bleichstreuner (Liocranoeca striata) (Kulczyński, 1882)